# Joffrey Cuffaut
Pour les articles homonymes, voir Cuffaut.
Joffrey Cuffaut est un footballeur français né le 15 mars 1988 à Méru dans l'Oise.
Il évolue au poste de défenseur.

## Carrière

### Débuts à l'AS Beauvais (2006-2010)
Originaire de l'Oise, Joffrey Cuffaut part très vite au centre de formation de l'AJ Auxerre où il est durant cinq ans un des espoirs du club bourguignon. Une fracture du péroné vient toutefois obscurcir son rêve professionnel : le club auxerrois ne lui propose aucun contrat et le joueur est contraint de repartir dans sa région d'origine. En Picardie, il est vite repéré par l'un des clubs phares locaux : l'AS Beauvais alors en National. Utilisé comme un joueur de soutien, Cuffaut fait ses débuts le 16 mars 2007 avec une entrée contre Vannes.
Ce n'est que durant la saison 2009/2010 que le défenseur polyvalent devient un titulaire à part entière, jouant même la montée en Ligue 2. Logiquement il attire les regards des clubs plus ambitieux et signe à l'intersaison pour Le Mans FC, tout juste relégué de Ligue 1.

### Le Mans FC (2010-2013)
En Ligue 2, le joueur est un titulaire indiscutable et joue la montée en Ligue 1 toute la saison avec le club dans la nouvelle enceinte du MMArena. Mais alors que l'élite semblait être promise au club de la Sarthe, l'équipe s'effondre durant les dernières journées, finissant 4e. Le club a du mal à se remettre de cette contre-performance, les problèmes financiers s'accumulent les saisons suivantes et le club ne peut faire face à l'entretien d'une telle enceinte et au maintien d'une équipe ambitieuse. Joffrey Cuffaut reste toutefois fidèle au Mans FC et honore sa dernière année de contrat avant de filer en Lorraine où l'attend un autre cador de l'antichambre française : l'AS Nancy-Lorraine.

### AS Nancy-Lorraine (2013-2018)
Sa première saison (2013-2014) en Ligue 2 à l'AS Nancy-Lorraine est positive avec 1 but et 1 passe décisive, et une activité importante sur son côté droit, qui lui permet d'amener régulièrement le surnombre. Avec son état d'esprit et une envie irréprochable, Pablo Correa en fait un de ses piliers pour la saison.
En 2014/2015, l'ASNL est plus que jamais proche de l'élite mais échoue au pied du podium (5e). Sur le plan individuel, une grave blessure à la cheville vient freiner son ascension, le tenant éloigné des terrains quelques mois. Dans le même temps, Julien Cétout s'impose au poste de défenseur droit.

La saison 2015/2016 est paradoxale pour le joueur. Débutant le championnat en tant que remplaçant, Joffrey Cuffaut n'hésite pourtant pas à affirmer son attachement au club en refusant un transfert à Courtrai en Belgique. Affublé d'un statut de « joker de luxe », sa combativité paye en fin de saison puisqu'il retrouve progressivement du temps de jeu et aide le club à retrouver enfin l'élite, raflant au passage le titre de champion de L2. Sa fidélité et ses efforts donnent envie à la direction de le prolonger jusqu'en 2018.
En 2016/2017 sa motivation paye puisque le footballeur débute en Ligue 1 avec une place de titulaire et devient le joueur le plus utilisé par son entraîneur, Pablo Correa, à l'issue de cette saison dans l'élite (2568 minutes). Sa régularité ne suffit pas à assurer le maintien puisque l'ASNL termine à la 19e place en championnat et fait ainsi l'ascenseur vers la Ligue 2.

### Valenciennes FC (2018- 2024)
En juin 2018, Joffrey Cuffaut se retrouve en fin de contrat et il s'engage alors avec le Valenciennes FC pour trois saisons.
Le 7 novembre 2020, il inscrit un quadruplé face au Toulouse FC permettant à son équipe de s'imposer 5 buts à 4 et devient le premier défenseur à réaliser cette prouesse,.
Après un doublé contre Châteauroux en janvier 2021, l'athlète prolonge son contrat de deux ans, jusqu'en 2023.
Auteur de 9 buts en 14 saisons professionnelles depuis le début de sa carrière, le joueur inscrit 10 buts sur la seule saison 2020-21.
Le 8 février 2023, le natif de Méru s'engage jusqu'en 2024 avec une année en option supplémentaire.
Le joueur annonce son départ en mai 2024 au soir du match VA-Quevilly-Rouen (2-1).

## Statistiques
| Saison                | Club                  | Championnat           | Championnat | Championnat | Coupe nationale | Coupe nationale | Coupe de la Ligue | Coupe de la Ligue | Total | Total |
| Saison                | Club                  | Division              | M.          | B.          | M.              | B.              | M.                | B.                | M.    | B.    |
| 2006-2007             | AS Beauvais           | National              | 3           | 0           | -               | -               | -                 | -                 | 3     | 0     |
| 2007-2008             | AS Beauvais           | National              | 3           | 0           | -               | -               | -                 | -                 | 3     | 0     |
| 2008-2009             | AS Beauvais           | National              | 14          | 0           | -               | -               | -                 | -                 | 14    | 0     |
| 2009-2010             | AS Beauvais           | National              | 36          | 0           | 4               | 1               | -                 | -                 | 40    | 1     |
| Sous-total            | Sous-total            | Sous-total            | 56          | 0           | 4               | 1               | -                 | -                 | 60    | 1     |
| 2010-2011             | Le Mans FC            | Ligue 2               | 33          | 1           | 5               | 0               | 1                 | 0                 | 39    | 1     |
| 2011-2012             | Le Mans FC            | Ligue 2               | 28          | 0           | 3               | 0               | 4                 | 0                 | 35    | 0     |
| 2012-2013             | Le Mans FC            | Ligue 2               | 38          | 0           | 3               | 0               | 1                 | 0                 | 42    | 0     |
| Sous-total            | Sous-total            | Sous-total            | 99          | 1           | 11              | 0               | 6                 | 0                 | 116   | 1     |
| 2013-2014             | AS Nancy-Lorraine     | Ligue 2               | 34          | 1           | 2               | 0               | 2                 | 0                 | 38    | 1     |
| 2014-2015             | AS Nancy-Lorraine     | Ligue 2               | 22          | 0           | 2               | 0               | 1                 | 0                 | 25    | 0     |
| 2015-2016             | AS Nancy-Lorraine     | Ligue 2               | 17          | 1           | 2               | 0               | 2                 | 0                 | 21    | 1     |
| 2016-2017             | AS Nancy-Lorraine     | Ligue 1               | 30          | 1           | 2               | 0               | 3                 | 1                 | 35    | 2     |
| 2017-2018             | AS Nancy-Lorraine     | Ligue 2               | 31          | 2           | 1               | 0               | 1                 | 0                 | 33    | 2     |
| Sous-total            | Sous-total            | Sous-total            | 134         | 5           | 9               | 0               | 9                 | 1                 | 152   | 6     |
| 2018-2019             | Valenciennes FC       | Ligue 2               | 23          | 2           | 2               | 0               | 1                 | 0                 | 26    | 2     |
| 2019-2020             | Valenciennes FC       | Ligue 2               | 22          | 1           | 2               | 0               | 1                 | 0                 | 25    | 1     |
| 2020-2021             | Valenciennes FC       | Ligue 2               | 33          | 10          | 2               | 0               | -                 | -                 | 35    | 10    |
| 2021-2022             | Valenciennes FC       | Ligue 2               | 35          | 3           | 2               | 0               | -                 | -                 | 37    | 3     |
| Total sur la carrière | Total sur la carrière | Total sur la carrière | 402         | 22          | 32              | 1               | 17                | 1                 | 451   | 24    |

## Palmarès
- Champion de Ligue 2 avec l'AS Nancy-Lorraine en 2016.